# عليرضاوندي (مقاطعة غيلانغرب)
عليرضاوندي (بالفارسية: علیرضاوندی) هي قرية تقع في منطقة مركزية ريفية في إيران. يقدر عدد سكانها بـ 186 نسمة .